# Département de Kouto
Le département de Kouto est un département de Côte d'Ivoire. 